# Matías Suárez
Matías Ezequiel Suárez (La Falda, Córdoba, 9 de mayo de 1988) es un futbolista argentino que juega como delantero. Actualmente juega para la Unión Española de la Primera División de Chile.
Surgido de las divisiones inferiores de Belgrano, jugó en el Anderlecht de Bélgica ganando ocho títulos. En 2019 fichó con River Plate, donde ha ganado seis títulos, incluyendo la Recopa Sudamericana 2019. Además, fue internacional absoluto con la selección de Argentina, disputando la Copa América 2019.

## Trayectoria

### Belgrano
Se formó en las divisiones inferiores del Club Unión San Vicente, de la ciudad de Córdoba.
Debutó en el año 2005 defendiendo los colores de Belgrano hasta el 2008, destacándose gracias a su técnica que le permitió transformarse en el goleador de la Primera B Nacional de la Argentina.

### Anderlecht
De esta manera Matías Suárez comenzaría a realizar sus primeras armas en el Viejo Continente bajo la elástica del Anderlecht en el año 2008. Luego pasó a establecerse como un miembro clave de la banda del club belga principalmente gracias a sus importantes goles y asistencias, sobre todo tras la marcha del jugador estrella del equipo Romelu Lukaku al Chelsea Football Club de Inglaterra en el verano de 2011.
La temporada 2011-2012 fue su mejor estadía en el Anderlecht. Mientras el club se alzaba como nuevo campeón, Suárez fue coronado jugador del año 2011 y elegido jugador de la temporada 2011-2012 por sus compañeros de profesión en Bélgica.
Después de una temporada de gran éxito, firmó de manera oficial con el CSKA Moscú, acordando perfectamente la cuota con su nuevo club aunque posteriormente dicha contratación no se concretaría porque el jugador no superó satisfactoriamente la revisión médica.

### Regreso a Belgrano
Luego de los atentados ocurridos en Bélgica, evaluó volver al Club de su origen tras haber logrado una buena temporada con el Anderlecht.
El 6 de julio de 2016, Matías volvería a firmar un nuevo contrato con el Club Atlético Belgrano por 3 años.
Cuando se fue a River Plate, los hinchas de Belgrano lo acusaron de traidor por irse del club cuando éste luchaba por no descender, en la cual descendería en esa temporada

### River Plate
El 21 de enero de 2019 River acordó su pase con Belgrano, por 2.8 millones de dólares. Marcó su primer gol en su debut el 30 de enero de 2019 ante Godoy Cruz en Mendoza.
Ganó su primer título con River el 30 de mayo de 2019 (la Recopa 2019) dando una asistencia a Lucas Pratto y anotando el tercer gol. Su segundo título en la institución fue el 13 de diciembre de 2019 en el que tuvo participación con 2 goles frente a Argentino de Merlo en la primera ronda de la Copa Argentina 18-19. La siguiente coronación del delantero cordobés en River, ocurrió en la Supercopa Argentina 2019 en la que selló el resultado al convertir el quinto gol contra Racing Club. En 2021 obtuvo 2 títulos en River: El torneo anual oficial de la Superliga Argentina todos contra todos, y la superfinal vs. Colón, campeón de la Copa de la Liga 2021, ganándole River 4 a 0 al sabalero en diciembre de 2021.
El 5 de enero de 2024, River Plate anunció que no renovaría el contrato de Matías Suárez, finalizando así una etapa de cinco años del delantero en el Millonario.

### Tercer ciclo en Belgrano
El 12 de enero de 2024 regresa por segunda vez al club de cordobés.

### Unión Española
A principios de 2025 es fichado por Unión Española.

## Selección nacional
Fue citado por Lionel Scaloni para jugar frente a la selección de Venezuela el 22 de marzo de 2019 en la ciudad Madrid y frente a la selección de Marruecos el 27 de marzo. El 15 de mayo sería seleccionado en la lista de 23 jugadores a disputar la Copa América 2019.

### Participaciones en Copa América
| Torneo            | Sede   | Resultado     | Partidos | Goles |
| ----------------- | ------ | ------------- | -------- | ----- |
| Copa América 2019 | Brasil | Tercer puesto | 3        | 0     |

## Estadísticas

### Clubes
- Actualizado hasta el 20 de abril de 2025.

| Club | Div.                | Temporada           | Liga(1)      | Liga(1)      | Liga(1) | Copas nacionales(2) | Copas nacionales(2) | Copas nacionales(2) | Torneos internacionales(3) | Torneos internacionales(3) | Torneos internacionales(3) | Total | Total | Total  | Media goleadora(4) |
| Club | Div.                | Temporada           | Part.        | Goles        | Asist.  | Part.               | Goles               | Asist.              | Part.                      | Goles                      | Asist.                     | Part. | Goles | Asist. | Media goleadora(4) |
| --- | ------------------- | ------------------- | ------------ | ------------ | ------- | ------------------- | ------------------- | ------------------- | -------------------------- | -------------------------- | -------------------------- | ----- | ----- | ------ | ------------------ |
| C. A. Belgrano Argentina |                     |                     |              |              |         |                     |                     |                     |                            |                            |                            |       |       |        |                    |
| 1.ª | 2006-07             | 17                  | 1            | 1            | —       | —                   | —                   | —                   | —                          | —                          | 17                         | 1     | 1     | 0,06   |                    |
| 2.ª | 2007-08             | 38                  | 11           | 3            | —       | —                   | —                   | —                   | —                          | —                          | 38                         | 11    | 3     | 0,29   |                    |
| 1.ª | 2016-17             | 20                  | 3            | 4            | 5       | 0                   | 1                   | 4                   | 0                          | 2                          | 29                         | 3     | 7     | 0,10   |                    |
| 1.ª | 2017-18             | 24                  | 5            | 1            | 1       | 0                   | 0                   | —                   | —                          | —                          | 25                         | 5     | 1     | 0,20   |                    |
| 1.ª | 2018-19             | 13                  | 2            | 1            | —       | —                   | —                   | —                   | —                          | —                          | 13                         | 2     | 1     | 0,15   |                    |
| 1.ª | 2024                | 3                   | 1            | 0            | 6       | 0                   | 0                   | 2                   | 0                          | 0                          | 11                         | 1     | 0     | 0,00   |                    |
| Total club | Total club          | 115                 | 23           | 10           | 12      | 0                   | 1                   | 6                   | 0                          | 2                          | 133                        | 23    | 13    | 0,18   |                    |
| R. S. C. Anderlecht · Bélgica |                     |                     |              |              |         |                     |                     |                     |                            |                            |                            |       |       |        |                    |
| 1.ª | 2008-09             | 11                  | 1            | 1            | 3       | 2                   | 0                   | 2                   | 0                          | 0                          | 16                         | 3     | 1     | 0,19   |                    |
| 1.ª | 2009-10             | 35                  | 11           | 10           | 3       | 0                   | 0                   | 13                  | 4                          | 2                          | 51                         | 15    | 12    | 0,29   |                    |
| 1.ª | 2010-11             | 34                  | 8            | 6            | 2       | 0                   | 0                   | 12                  | 2                          | 1                          | 48                         | 10    | 7     | 0,21   |                    |
| 1.ª | 2011-12             | 35                  | 12           | 20           | —       | —                   | —                   | 10                  | 7                          | 3                          | 45                         | 19    | 23    | 0,40   |                    |
| 1.ª | 2012-13             | 11                  | 3            | 0            | —       | —                   | —                   | —                   | —                          | —                          | 11                         | 3     | 0     | 0,27   |                    |
| 1.ª | 2013-14             | 11                  | 6            | 7            | 2       | 1                   | 1                   | 3                   | 0                          | 0                          | 16                         | 7     | 8     | 0,44   |                    |
| 1.ª | 2014-15             | 13                  | 4            | 2            | 2       | 0                   | 0                   | 3                   | 0                          | 0                          | 18                         | 4     | 2     | 0,22   |                    |
| 1.ª | 2015-16             | 27                  | 6            | 6            | 2       | 1                   | 1                   | 7                   | 0                          | 1                          | 36                         | 7     | 8     | 0,19   |                    |
| Total club | Total club          | 177                 | 51           | 52           | 14      | 4                   | 2                   | 50                  | 13                         | 7                          | 241                        | 68    | 61    | 0,28   |                    |
| C. A. River Plate Argentina |                     |                     |              |              |         |                     |                     |                     |                            |                            |                            |       |       |        |                    |
| 1.ª | 2018-19             | 9                   | 3            | 1            | 3       | 3                   | 0                   | 7                   | 2                          | 1                          | 19                         | 8     | 2     | 0,42   |                    |
| 1.ª | 2019-20             | 21                  | 7            | 7            | 1       | 0                   | 0                   | 12                  | 1                          | 4                          | 34                         | 8     | 11    | 0,23   |                    |
| 1.ª | 2020                | Inexistentes        | Inexistentes | Inexistentes | 8       | 2                   | 1                   | 10                  | 1                          | 8                          | 18                         | 3     | 9     | 0,30   |                    |
| 1.ª | 2021                | 8                   | 3            | 3            | 11      | 6                   | 4                   | 6                   | 1                          | 2                          | 24                         | 10    | 9     | 0,37   |                    |
| 1.ª | 2022                | 13                  | 5            | 1            | 9       | 2                   | 0                   | 4                   | 2                          | 0                          | 26                         | 9     | 1     | 0,34   |                    |
| 1.ª | 2023                | 10                  | 2            | 1            | 3       | 0                   | 0                   | 2                   | 0                          | 0                          | 15                         | 2     | 1     | 0,13   |                    |
| Total club | Total club          | 61                  | 20           | 13           | 35      | 12                  | 5                   | 37                  | 8                          | 15                         | 133                        | 40    | 33    | 0,32   |                    |
| Unión Española · Chile | 1.ª                 | 2025                | 5            | 1            | 0       | 1                   | 0                   | 0                   | 2                          | 0                          | 0                          | 8     | 1     | 0      | 0,12               |
| Unión Española · Chile | Total club          | Total club          | 5            | 1            | 0       | 1                   | 0                   | 0                   | 2                          | 0                          | 0                          | 8     | 1     | 0      | 0,12               |
| Total en su carrera | Total en su carrera | Total en su carrera | 353          | 95           | 74      | 61                  | 17                  | 8                   | 95                         | 19                         | 24                         | 515   | 132   | 106    | 0,25               |
| (1) Incluye datos de Play-off por el título de la Primera División de Bélgica (2009-2016). (2) Incluye datos de Copa de Bélgica / Supercopa de Bélgica (1998-99),la Copa Argentina (2016-2024), Copa Superliga, Copa Diego Armando Maradona y Copa Chile. (3) Incluye datos de Liga de Campeones de la UEFA (2008-15); Liga Europa de la UEFA (2009-16); Copa Sudamericana (2016) y Copa Libertadores (2019-presente). |                     |                     |              |              |         |                     |                     |                     |                            |                            |                            |       |       |        |                    |

### En selección
La siguiente tabla detalla los encuentros disputados por Suárez en la Selección argentina.
| 22-3-2019  | Madrid            | Argentina | 1:3 | Venezuela | Amistoso     | 1 | No |
| 26-3-2019  | Tánger            | Marruecos | 0:1 | Argentina | Amistoso     | 1 | No |
| 7-6-2019   | San Juan          | Argentina | 5:1 | Nicaragua | Amistoso     | 0 | Si |
| 15-6-2019  | Salvador de Bahía | Argentina | 0:2 | Colombia  | Copa América | 0 | No |
| 19-06-2019 | Belo Horizonte    | Argentina | 1:1 | Paraguay  | Copa América | 0 | No |
| 06-07-2019 | São Paulo         | Argentina | 2:1 | Chile     | Copa América | 0 | No |
| Total      | Presencias        |           | 6   |           | Asistencias  | 2 |    |

| Selección          | Año   | Amistosos | Amistosos | Amistosos | Eliminatorias | Eliminatorias | Eliminatorias | Copa América | Copa América | Copa América | Mundial      | Mundial      | Mundial      | Juegos Olímpicos | Juegos Olímpicos | Juegos Olímpicos | Total | Total | Total |
| Selección          | Año   | PJ        | G         | A         | PJ            | G             | A             | PJ           | G            | A            | PJ           | G            | A            | PJ               | G                | A                | PJ    | G     | A     |
| ------------------ | ----- | --------- | --------- | --------- | ------------- | ------------- | ------------- | ------------ | ------------ | ------------ | ------------ | ------------ | ------------ | ---------------- | ---------------- | ---------------- | ----- | ----- | ----- |
| Absoluta Argentina | 2019  | 3         | 0         | 2         | Inexistentes  | Inexistentes  | Inexistentes  | 3            | 0            | 0            | Inexistentes | Inexistentes | Inexistentes | Inexistentes     | Inexistentes     | Inexistentes     | 6     | 0     | 2     |
| Total              | Total | 3         | 0         | 2         | -             | -             | -             | 3            | 0            | 0            | -            | -            | -            | -                | -                | -                | 6     | 0     | 2     |

### Anotaciones destacadas
| Lista de partidos en los que anotó 3 goles o más | Lista de partidos en los que anotó 3 goles o más | Lista de partidos en los que anotó 3 goles o más | Lista de partidos en los que anotó 3 goles o más | Lista de partidos en los que anotó 3 goles o más | Lista de partidos en los que anotó 3 goles o más | Lista de partidos en los que anotó 3 goles o más | Lista de partidos en los que anotó 3 goles o más |
| N.º                                              | Fecha                                            | Estadio                                          | Partido                                          | Goles                                            | Resultado                                        | Competición                                      |                                                  |
| ------------------------------------------------ | ------------------------------------------------ | ------------------------------------------------ | ------------------------------------------------ | ------------------------------------------------ | ------------------------------------------------ | ------------------------------------------------ | ------------------------------------------------ |
| 1                                                | 15 de septiembre de 2011                         | Lotto Park, Anderlecht                           | RSC Anderlecht - AEK Atenas                      |                                                  | 4 - 0                                            | Liga Europa de la UEFA 2011-12                   |                                                  |
| 2                                                | 25 de agosto de 2013                             | Lotto Park, Anderlecht                           | RSC Anderlecht - Charleroi Sporting              |                                                  | 5 - 2                                            | Pro League 2013-14                               |                                                  |

### Resumen estadístico
| Competición            | Partidos | Goles | Asistencias | Media goleadora |
| ---------------------- | -------- | ----- | ----------- | --------------- |
| Primera división       | 324      | 87    | 73          | 0.25            |
| Copas nacionales       | 43       | 15    | 8           | 0.29            |
| Copas internacionales  | 85       | 17    | 24          | 0.22            |
| Selección de Argentina | 6        | 0     | 2           | 0,00            |
| Total                  | 457      | 119   | 107         | 0.25            |

## Palmarés

### Campeonatos nacionales
| Título               | Club                | País      | Año     |
| -------------------- | ------------------- | --------- | ------- |
| Pro League           | R. S. C. Anderlecht | Bélgica   | 2009-10 |
| Supercopa de Bélgica | R. S. C. Anderlecht | Bélgica   | 2010    |
| Pro League           | R. S. C. Anderlecht | Bélgica   | 2011-12 |
| Supercopa de Bélgica | R. S. C. Anderlecht | Bélgica   | 2012    |
| Pro League           | R. S. C. Anderlecht | Bélgica   | 2012-13 |
| Supercopa de Bélgica | R. S. C. Anderlecht | Bélgica   | 2013    |
| Pro League           | R. S. C. Anderlecht | Bélgica   | 2013-14 |
| Supercopa de Bélgica | R. S. C. Anderlecht | Bélgica   | 2014    |
| Copa Argentina       | C. A. River Plate   | Argentina | 2018-19 |
| Supercopa Argentina  | C. A. River Plate   | Argentina | 2019    |
| Primera División     | C. A. River Plate   | Argentina | 2021    |
| Trofeo de Campeones  | C. A. River Plate   | Argentina | 2021    |
| Primera División     | C. A. River Plate   | Argentina | 2023    |
| Trofeo de Campeones  | C. A. River Plate   | Argentina | 2023    |

### Campeonatos internacionales
| Título              | Club              | Sede         | Año  |
| ------------------- | ----------------- | ------------ | ---- |
| Recopa Sudamericana | C. A. River Plate | Buenos Aires | 2019 |

### Distinciones individuales
| Distinción                     | Año  |
| ------------------------------ | ---- |
| Zapato de Oro                  | 2011 |
| Mejor jugador de la liga Belga | 2012 |